# Narcisse Théophile Patouillard
Narcisse Théophile Patouillard (ur. 2 lipca 1854 w Macornay, zm. 30 marca 1926 w Paryżu) – francuski farmaceuta i mykolog.
Urodził się w Macornay w departamencie Jura. Pochodził z rodziny rolników i od dziecka interesował się naukami przyrodniczymi. Kolekcjonował owady, rośliny i minerały. Uczył się w Lycée de Lons-le-Saunier, ale warunki materialne zmusiły go do przerwania nauki. Pomyślnie ukończył staż w Bletterans (Jura), który umożliwił mu pracę w Laboratorium Hautes-Études Narodowego Muzeum Historii Naturalnej. To tam, w otoczeniu największych botaników, potwierdził swoje powołanie i decyzję poświęcenia się badaniom grzybów. W Besançon uzyskał dyplom farmaceuty II klasy, a następnie kontynuował edukację w École Supérieure de Pharmacie w Paryżu. W 1884 r. na uczelni tej uzyskał dyplom farmaceuty I klasy za pracę magisterską dotyczącą struktury i klasyfikacji Hymenomycetes. Przez ponad 40 lat pracował jako farmaceuta w różnych miejscowościach, a od 1893 r. do 1900 roku jako laborant Katedry Plechowców w paryskiej Szkole Farmaceutycznej. Po jego śmierci córka przekazała tej katedrze prawie trzy tysiące jego stron z notatkami i bardzo precyzyjnymi rysunkami i akwarelami.

## Praca naukowa
Prace Patouillarda są znaczące, zarówno pod względem ilościowym (prawie 250 publikacji), jak i jakościowym. Jego doskonałą znajomość flory tropikalnej, której był jednym z pierwszych i najlepszych specjalistów, potwierdza ponad sto prac poświęconych grzybom z Brazylii, Chile-Patagonii, Chin, Konga, Kostaryki, Kuby, Ekwadoru, Gwadelupy, Gujany, Indii, Jawy, Japonii, Luizjany, Martyniki, Meksyku, Nowej Kaledonii, Filipin, Sahary, Tybetu, Tonkinu, Tunezji, Wenezueli. Jego niezwykłe analizy mikroskopowe pozwoliły mu zaproponować nową klasyfikację podstawczaków (Basidiomycetes).
W 1885 roku Francuska Akademia Nauk przyznała mu dyplom za pracę Opisy i analizy mikroskopowe nowych, rzadkich lub krytycznych grzybów, opublikowane w siedmiu fascykułach od 1883 do 1889 roku. Był jednym z założycieli Société mycologique de France i był jego trzecim prezydentem w latach 1891–1892. W 1920 roku został członkiem honorowym British Mycological Society. Docenił go Uniwersytet Harvarda w Cambridge nabywając cały jego zielnik.
Patouillard opisał wiele nowych gatunków i rodzajów grzybów, m.in.: Guepiniopsis, Hirsutella, Lacrymaria, Leucocoprinus, Melanoleuca, Spongipellis. W nazwie naukowej utworzonych przez niego taksonów dodawany jest skrót jego nazwiska Pat. Od jego nazwiska pochodzi naukowa nazwa strzępiaka ceglastego (Inocybe patouillardii).